# Anna Huttunen
Anna Huttunen (Copenhaga) é uma política finlandesa que impulsionou a mobilidade sustentável na cidade de Lahti e agora aconselha cidades neutras em carbono através da NetZeroCities.
Promoveu a mobilidade sustentável na cidade finlandesa de Lahti, que foi Capital Verde Europeia 2021. Trabalhou nesta cidade para transformar a conectividade, melhorando a mobilidade a pé e de bicicleta, a multimodalidade. Entre 2018 e 2022, para promover a mobilidade hipocarbónica, criou a primeira aplicação para os cidadãos obterem créditos pela utilização de transportes menos poluentes. O projeto foi denominado CitiCAP. A partir de 2022, ela trabalha para Net Zero Cities, que aconselha 112 cidades a alcançar a neutralidade de carbono até 2030.
Ela foi reconhecida pela BBC como uma das 100 mulheres mais inspiradoras de 2023.